# Jorge Rojas (cantante)
Raúl Jorge Rojas Palomo (Cutral Có, Neuquén, 4 de marzo de 1972) es un cantautor, compositor y productor argentino. En 1993 integró el grupo Los Nocheros con el que alcanzó la fama y del que se alejó en 2005 para iniciar una carrera como solista.
Es autor de canciones como "No saber de ti", "Cuando se enferma el amor", "Búscalo en tu corazón", entre otras.
Además, es un muy reconocido productor de varios álbumes de reconocidos artistas argentinos, como el Chaqueño Palavecino y Los Carabajal.
Se presentó en febrero de 2025 en la plaza del festival de Cosquin celebrando sus 20 años de solista. Plaza colmada luego de que estuvieran Soledad Pastorutti, Nahuel Pennisi entre otros. 
Esa misma noche se le entregó un premio por ser un artista destacado. 20 años de solista. El público acompañó hasta el final de pie con todas las localidades agotadas 

## Biografía
Jorge Rojas nació en la ciudad de Cutral Có, Neuquén, donde sus padres debieron radicarse por razones laborales. A los 9 años se mudó a una zona rural conocida como Marca Borrada ubicada cerca de Tartagal, Salta donde realizó sus estudios primarios y secundarios.
Desde muy joven se dedicó al canto y a la música, integrando el grupo Los del Cerro, con el que llegó a competir en el Pre Cosquín, la selección previa para actuar en el Festival de Cosquín, el más importante de la música folclórica argentina.

### Los Nocheros

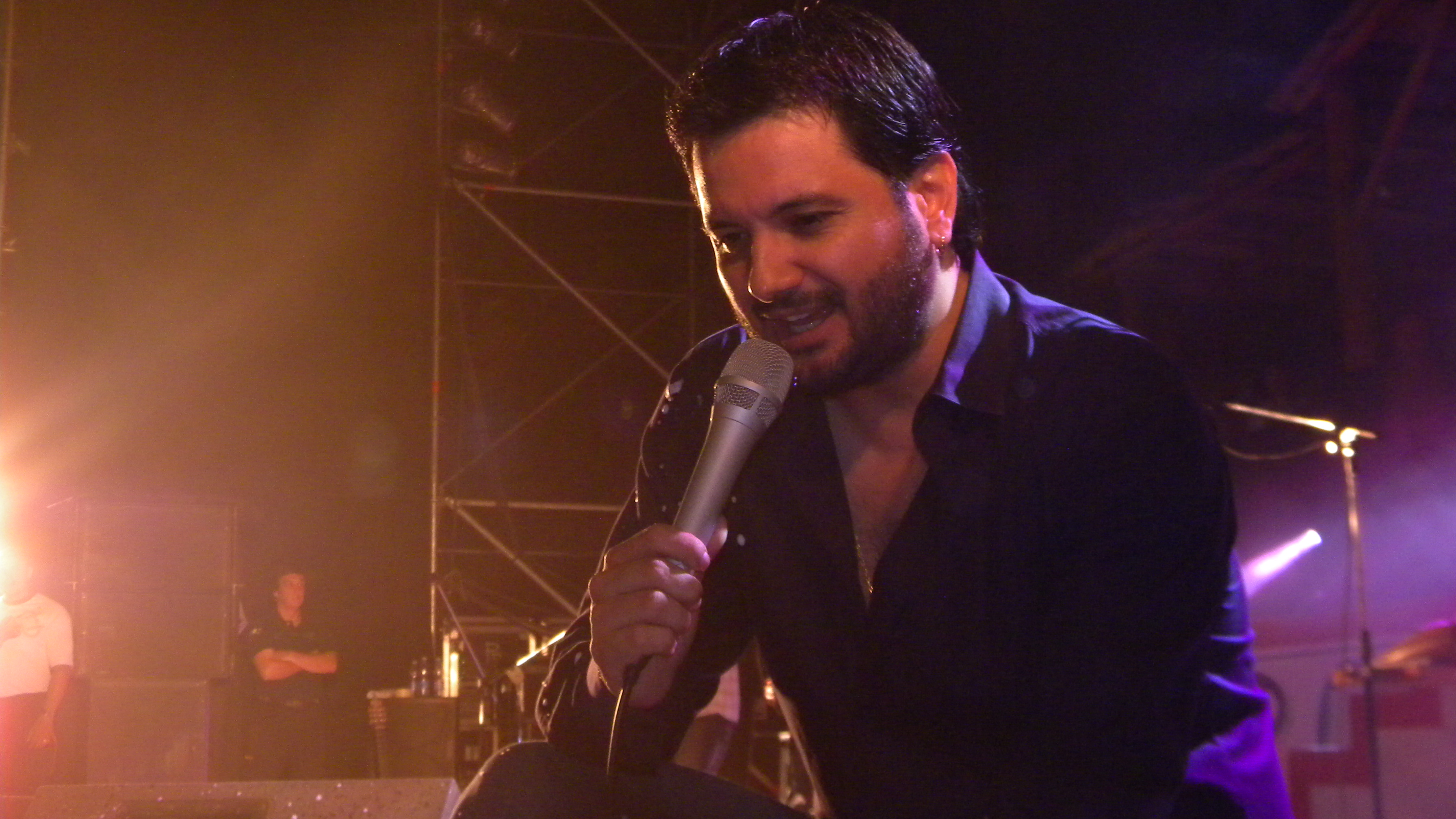
Jorge Rojas en 2011.

A comienzos de la década de 1990 conoció a Los Nocheros, un grupo folclórico salteño, con cuyos integrantes entabló amistad. En agosto de 1993, uno de los miembros, Quique Aguilera, decidió irse del grupo, y los restantes le ofrecieron a Rojas sumarse al mismo. Pocos meses después, en el verano de 1994 fueron proclamados Consagración en Cosquín.
Ese mismo año grabó su primer álbum con Los Nocheros, Con el alma. En su tercer álbum con el grupo (Ven por mí), grabó su primera canción, "Como saber", en coautoría con la Moro, la esposa del músico Mario Teruel. El álbum Signos (1998) incluyó cuatro temas de Rojas: el propio "Signos", que da nombre a la placa, en coautoría con Daniel Altamirano; "La yapa", que se convertiría en uno de los grandes éxitos del conjunto y "Victoria", ambos con la Moro; y "Ausencia" con Kike Teruel. Ese año realizaron ocho recitales consecutivos en el Luna Park.
En 1999 grabó el álbum Nocheros con dos temas de Jorge Rojas y Miguel Nogales ("Tómame" y "Pájaro errante"). Al año siguiente convocaron a 70.000 personas en el estadio José Amalfitani del club Vélez Sársfield y fueron nominados para los Premios Grammy Latino. En 2001 lanzan Señal de amor, con otros dos temas suyos, esta vez con Silvia Mugica ("No saber de ti" y "Cuando me dices que no").
En 2003, en el álbum Estado natural, se incluyen "Cuando se enferma el amor" (con Gogo Muñoz), "La mitad" y "Nuestro secreto", ambos con Silvia Mugica.
En 2004, Los Nocheros realizaron la banda musical de la película Patoruzito, componiendo Rojas "Búscalo en tu corazón", que fue el primer corte de difusión. Ese mismo año graban también Noche amiga mía con el tema "Ciego amor", de Jorge y su hermano Lucio.
A comienzos de 2005 Rojas tomó la decisión de dejar Los Nocheros, explicando sus razones en una carta abierta. Con Los Nocheros, Rojas había alcanzado el éxito internacional y la venta de más de 2 millones de discos, en doce años.
La despedida se concretó el 30 de abril de 2005 con un recital de despedida en el estadio de Ferro Carril Oeste en Buenos Aires, y un nuevo recital el 6 de mayo en el Parque Sarmiento de Córdoba, ante 40.000 personas.

### Carrera solista

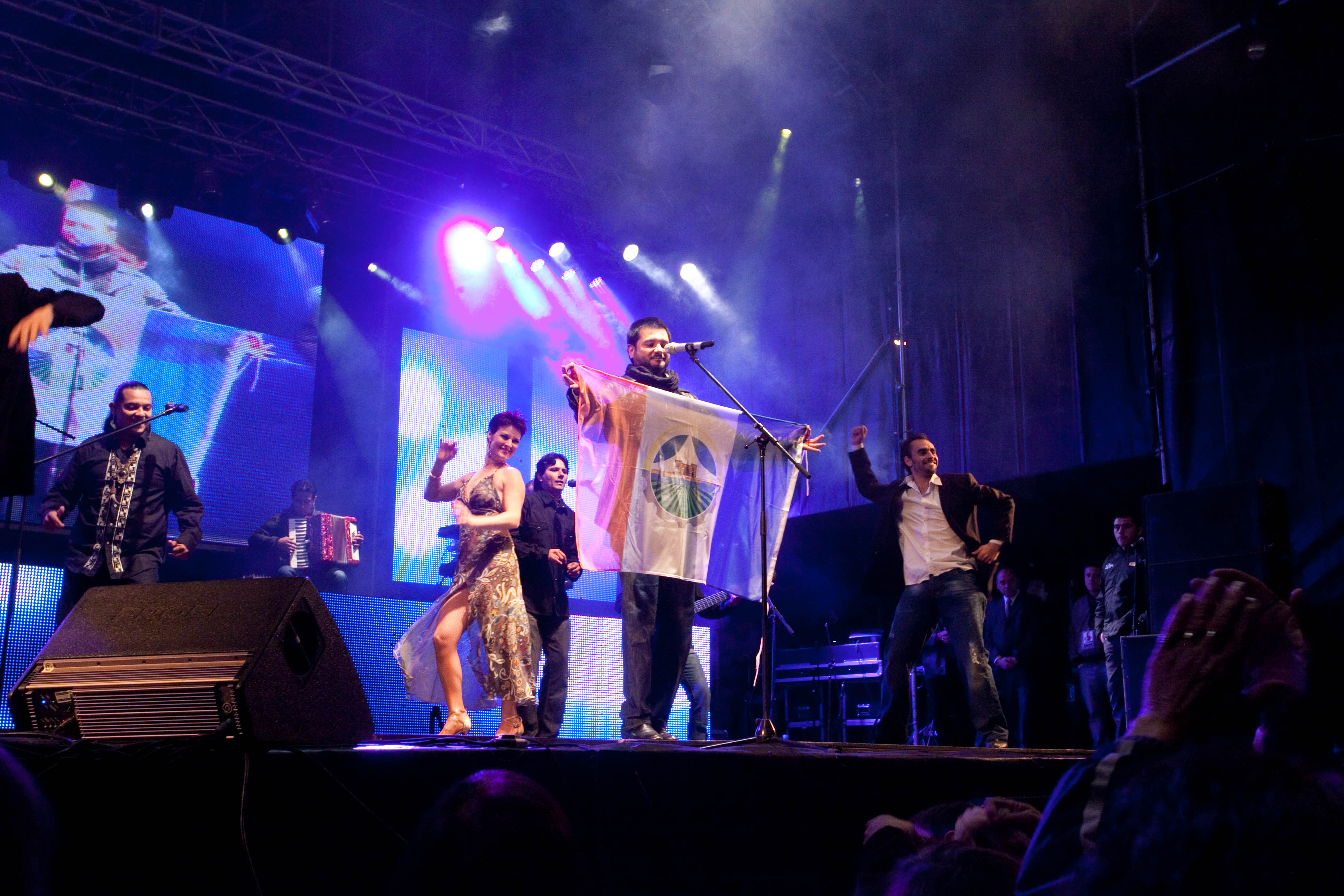
Jorge Rojas en la Fiesta del Bicentenario de Carmen de Areco con la Bandera de la Ciudad, 2010.

Ese mismo año Jorge Rojas lanzó su primer álbum solista, La vida, con temas suyos como "Vuelvo", "Mía" y "La vida".
Inmediatamente después, en el verano de 2006 recibió el Premio Consagración del Festival de Cosquín, y en abril el Premio Carlos Gardel como Mejor Artista de Folclore Revelación. A mitad de año, La vida fue doble disco de platino.
En 2007 sacó su segundo álbum de estudio, Jorge Rojas, que incluye "Como pájaros en el aire" de Peteco Carabajal, y temas propios como "Chacarera del olvido", "Sin memoria", "Luna vallista" y "Marca borrada". Al mes de lanzado obtuvo disco de oro.
En febrero de 2010, participó de la Fiesta del Lago en El Calafate, provincia de Santa Cruz. A fines de ese mismo mes, presidió el jurado en la sección de Folclore en el Festival Internacional de la Canción de Viña del Mar, en Chile.

## Discografía

### Con Los Nocheros
- Con el alma (1994)
- Tiempo de amor (1996)
- Ven por mí (1997)
- Signos (1998)
- Nocheros (1999)
- Señal de amor (2001)
- En el teatro Colón (2002)
- Estado natural (2003)
- Patoruzito (2004)
- Noche amiga mía (2004)
- Vivo (2005)

### Solista
- La vida (2005)
- En vivo... Gira La vida (2007)
- Jorge Rojas (2007)
- Mi voz y mi sangre (2009)
- En Vivo (2010)

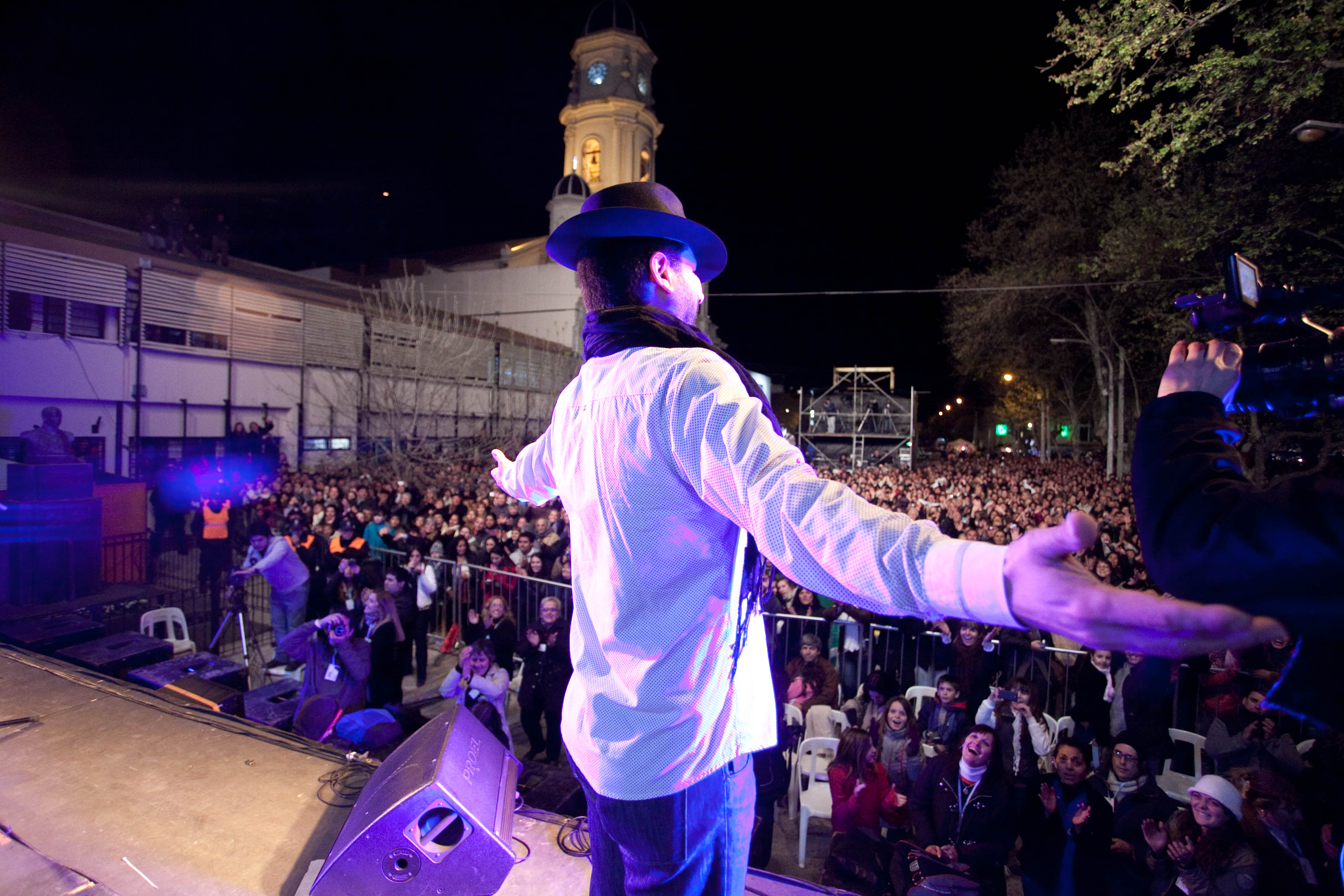
Recital gratuito de Jorge Rojas en la Fiesta del Bicentenario de Carmen de Areco.

- Serie de Oro, Folclore: Grandes Éxitos (2010)
- Los Rojas: Una Sola Voz (2011)
- Jorge Rojas en el Luna Park Abril 2011 (2012)
- Uno mismo (2012)
- Los Rojas: A Mi Pueblo (2014)
- Duetos: Cantemos (2015)
- Duetos: Entre Voces (2015)
- Hoy (2016)
- Aniversario (2016)
- Los Rojas Folclore (2017)
- Sinfonico (2017)
- Mi Cantar (2018)
- Viaje (2021)
- Principio y Destino (2023)